# Округ Витман (Вашингтон)
Витман (енгл. Whitman County) је округ у америчкој савезној држави Вашингтон.

## Демографија
По попису из 2010. године број становника је 44.776, што је 4.036 (9,9%) становника више него 2000. године.
| Група             | 2000.          | 2010.          |
| Белци             | 35.317 (86,7%) | 36.760 (82,1%) |
| Афроамериканци    | 623 (1,5%)     | 748 (1,7%)     |
| Азијати           | 2.260 (5,5%)   | 3.472 (7,8%)   |
| Хиспаноамериканци | 1.219 (3,0%)   | 2.040 (4,6%)   |
| Укупно            | 40.740         | 44.776         |